# 달그렌 포

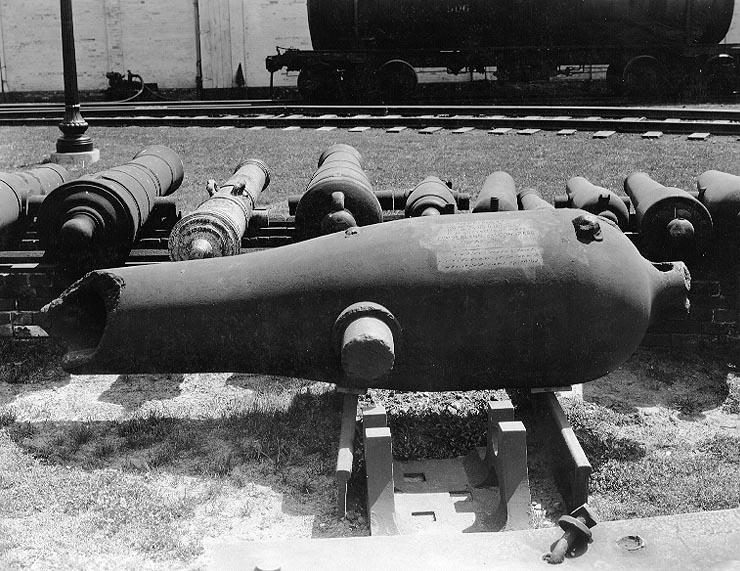
USS 버지니아에 탑재된 달그렌 포, 1861년

달그렌 포(Dahlgren gun)는 미국 남북 전쟁 중 또는 그 이전에 북부 해군이 사용한 활강포와 강선포의 한 종류이다.

## 개요
주조 시에 일체 성형된 것은 극히 원시적인 대포일 뿐이지만, 19세기 대포 발사를 견딜 수 있는 강도와 가능한 경량화를 실현하기 위해 다양한 형태의 금속 부품을 조합해서 만들어졌다.
미국 해군의 무기개발부의 부장, 존 A · 달그렌은 착화시 포미에서 폭발의 힘이 최대가 되는 포탄이 포구 근처에 있을 때 걸리는 힘이 최소가 된다는 것을 알고 있었다. 그래서 그는 포미가 매우 굵고, 포구가 가늘고 부드러운 외형을 한 대포를 개발했다. 이것은 더 진보된 형태의 대포에 비해 저렴했다. 달그렌 포는 맥주병을 닮은 형상 때문에 ‘bottle cannon’이라고 부르기도 하고, 또한 달그렌의 이름을 따서 부르기도 했다.

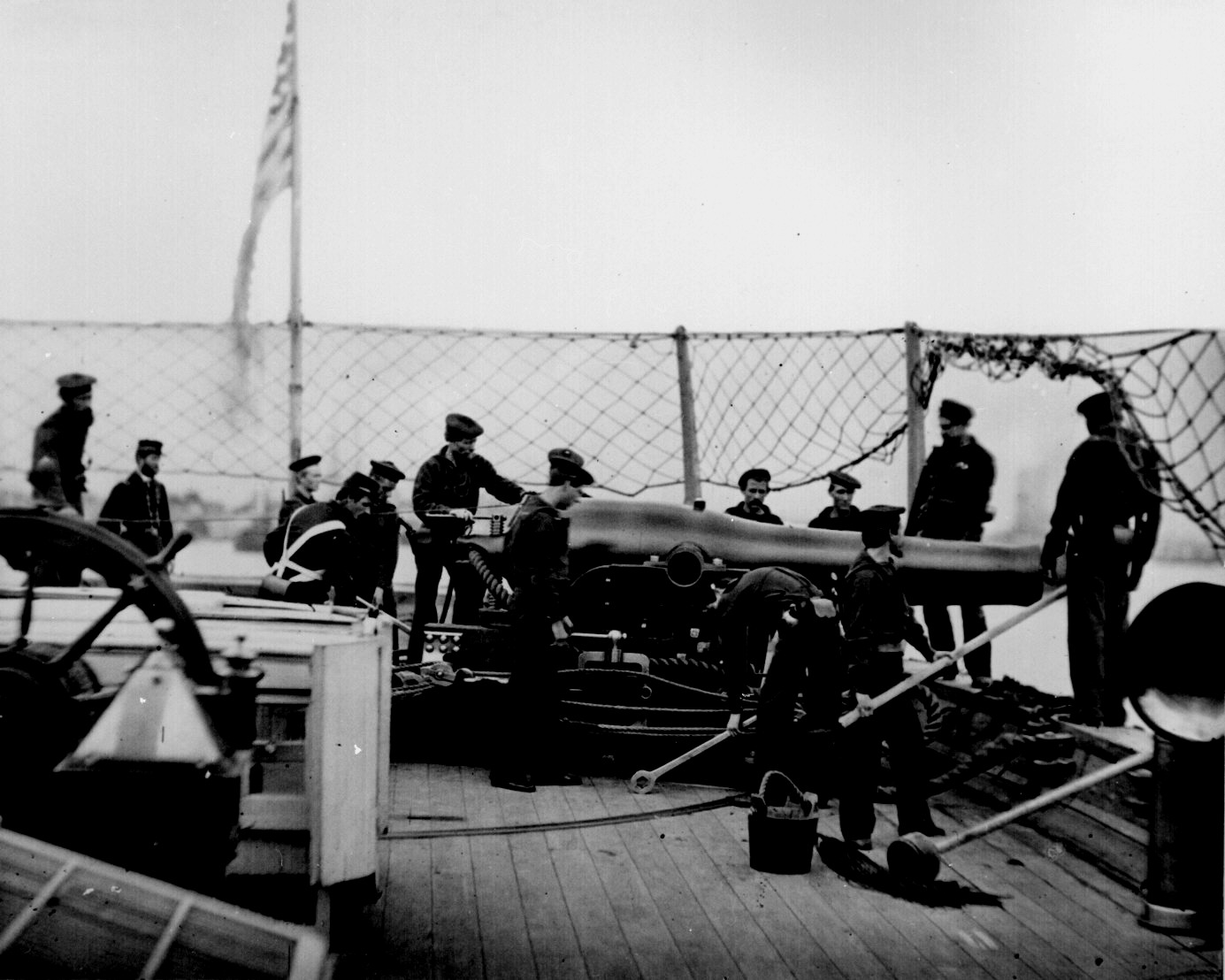
1864년, 훈련 항해 중인 미합중국 해군 포함의 포수

그러나 그의 디자인 철학을 다른 해군 관계자들은 수용할 수 없었다. 대포의 장전 방식이 뒤 떨어진 전장식에다 후장식 총포로 전환되고 있었고, 야금 기술의 발전은 20세기가 되기 전에 그의 설계를 싣에 뒤떨어진 것으로 만들었다.
그의 설계의 단점은 포미의 감아올리는 손잡이가 작아 깨지기 쉬운 것과 대포에 필수적인 조준 각도 설정 메커니즘이 부족했던 것이다. 이러한 결함은 로드먼 포의 개발로 개선이 시도되었다.

## 같이 보기
- USS 모니터